# Gonzalo de Villadiego
Gonzalo de Villadiego es un clérigo español, obispo de Oviedo en el siglo XV.

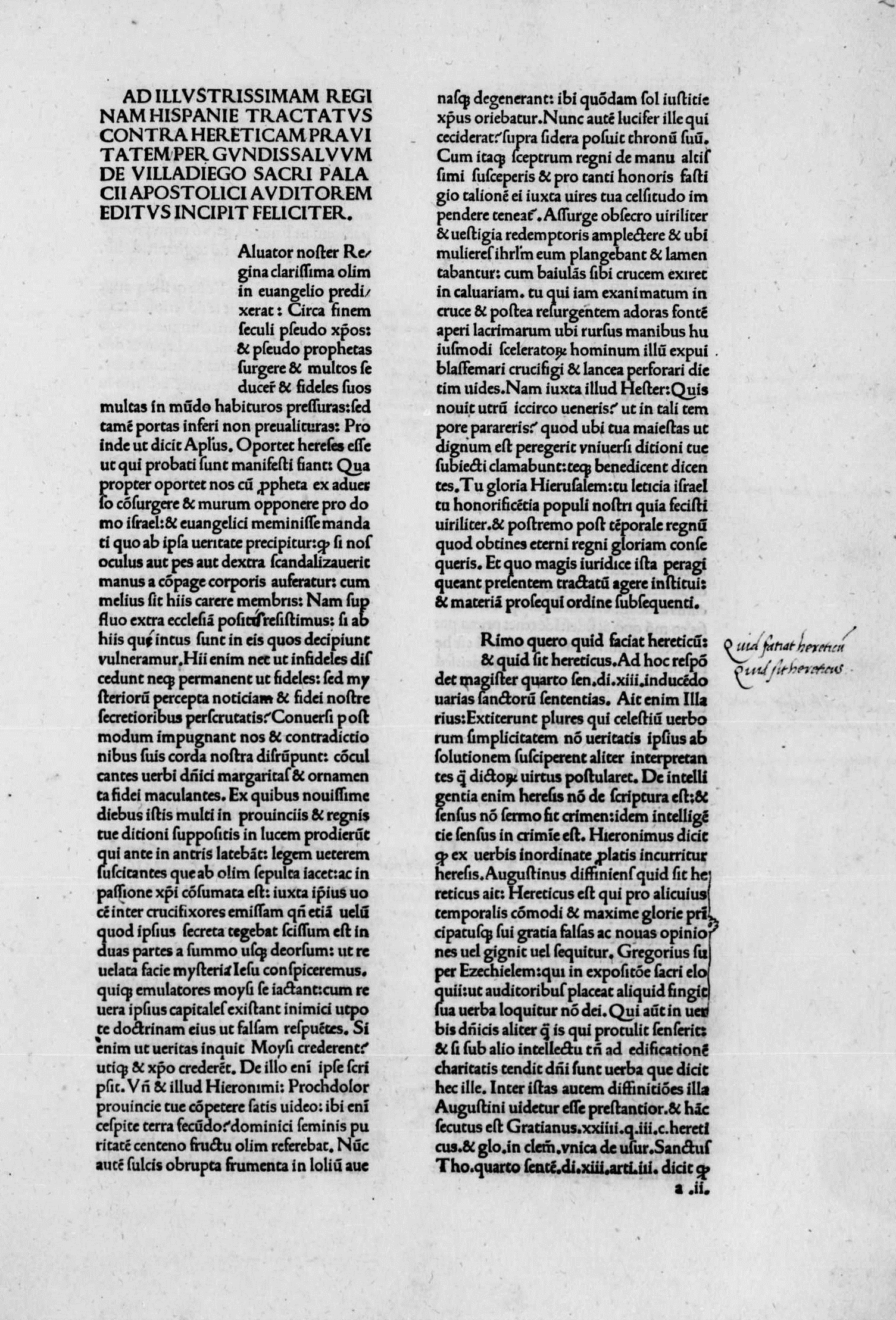
Contra haereticam pravitatem, 1485

El 26 de agosto de 1485 fue elegido obispo de Oviedo y se le conocía en Asturias como «Gonzalo II». Había sido colegial de San Bartolomé en Salamanca. Era una persona muy culta, gran escritor y murió en Roma cuando estaba allí como auditor de la  Santa Rota.
| Predecesor: Alonso de Palenzuela | Obispo de Oviedo 1485–1487 | Sucesor: Juan Arias del Villar |